# Процентний своп
Процентний своп (англ. interest rate swap, IRS) — похідний фінансовий інструмент у формі угоди між двома сторонами про те, що в певну дату одна сторона заплатить другій стороні фіксований відсоток на певну суму і отримає платіж на суму відсотка за плаваючою ставкою (наприклад за ставкою LIBOR) від другої сторони. Фактично, це угода про заміну однієї форми процентних платежів іншою. На практиці такі платежі неттингують і одна зі сторін виплачує різницю зазначених вище платежів, тобто роблять тільки один платіж, а не два зустрічних.
Угода про майбутню процентну ставку FRA (угода про майбутню процентну ставку) — стандартизований процентний своп.
Процентні свопи зазвичай використовують при хеджуванні (страхуванні) операцій з активами та пасивами для взаємного перекладу фіксованих ставок у плаваючі і навпаки. Процентні свопи є дуже популярними і високоліквідними інструментами. Це дозволяє використовувати їх для спекулятивних операцій.

## Структура
В угоді IRS кожен контрагент зобов'язується платити фіксовану або плаваючу ставку, виражену в тій чи іншій валюті, на користь іншого контрагента. Фіксована або плаваюча ставка множиться на умовну основну суму (скажімо, 1 млн дол. США). Обмін цією умовною сумою між контрагентами, як правило, не здійснюється, вона використовується тільки для розрахунку розмірів процентних грошових потоків, що підлягають обміну.

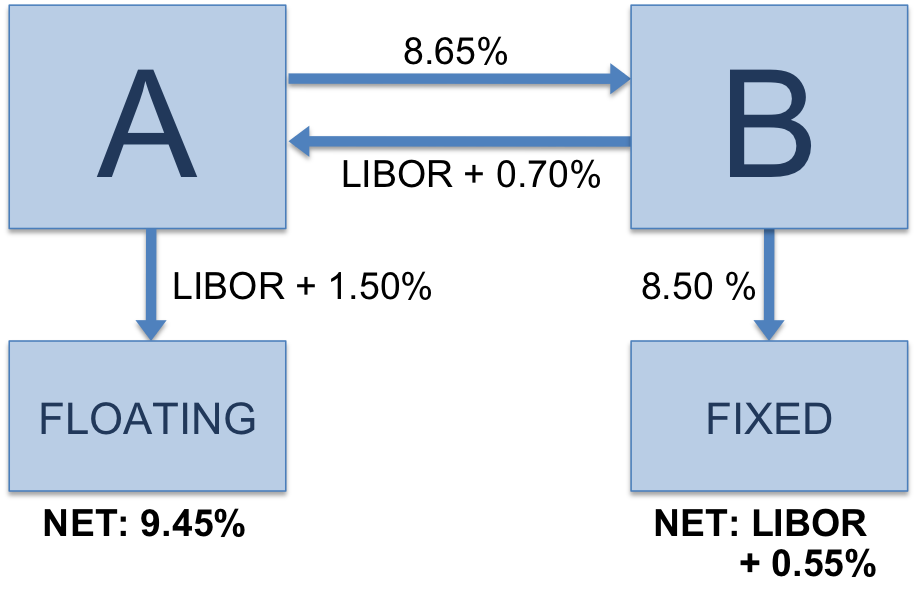
Сторона A в даний час платить плаваючу ставку, але хоче платити фіксовану. B даний час платить фіксовану ставку, але хоче платити плаваючу. За висновком угоди IRS, чистий результат такий, що сторони можуть «обміняти» свої поточні процентні зобов'язання на бажані процентні зобов'язання.

Найбільш загальноприйнятим IRS є угода, в якій один контрагент (контрагент A) виплачує фіксовану ставку (ставку своп-угоди) на користь контрагента B, отримуючи взамін плаваючу ставку (зазвичай прив'язану до базисної ставкою, наприклад, LIBOR або MOSPRIME).
A платить фіксовану ставку на користь B (А отримує плаваючу ставку)
B виплачує плаваючу ставку на користь A (B отримує фіксовану ставку).
Розглянемо операцію IRS, по якій сторона А, що має кредит (перед третьою стороною) за плаваючою ставкою LIBOR + 150 (= + 1,50 %), зобов'язується виплачувати на користь сторони B фіксовані періодичні процентні платежі за ставкою 8,65 % (ставка свопа) в обмін на періодичні процентні виплати за ставкою LIBOR + 70 базисних пунктів («бп», = + 0,70 %). Тобто А має «суму», з якої отримує фіксований дохід за ставкою свопа, але хотіла б мати дохід за плаваючою ставкою, тобто такий же, як і зобов'язання по кредиту: LIBOR +. Вона звертається до В з метою укладення процентного свопу — угоди, за якою А стане отримувати дохід з «суми» за ставкою LIBOR + замість фіксованої ставки (ставка свопа), а В стане отримувати зі своєю суми дохід за фіксованою ставкою взамін плаваючою LIBOR +. Вигода для А полягає в тому, що своп виключає розбіжність між доходом від «суми» і витратою на кредит — тепер вони обидва прив'язані до ставки LIBOR.
Варто звернути увагу на те, що:
- обміну основної суми між сторонами не відбувається і що
- процентні ставки застосовуються до «умовної» (тобто уявної) основної суми.

- процентні платежі не виплачуються в повній сумі, а проводиться їх взаємозалік між сторонами, після чого виплачується сальдо взаємозаліку.  (LIBOR + 1,50 %) + 8,65 % — (LIBOR + 0,70 %) = 9,45 %, net.

Фіксована ставка (8,65 % в даному прикладі) називається ставкою свопу.
Малюнок: А отримує фіксований дохід 8,65 %, а платить LIBOR + 1.50 %. А хоче обидва потоку привести до виду LIBOR +. А укладає своп з В — «перенаправляє йому дохід 8,65 %» (у реальності не весь, а тільки сальдо «неттинг» — різницю між 8,65 % і LIBOR + 0,70 %) і «отримує дохід LIBOR + 0.70 %». Так як дохід з активу на малюнку не відображений в явному вигляді, це може вводити в оману.
В момент укладання угоди, pricing свопа такий, що своп має нульову поточну чисту вартість (NPV = 0). Якщо одна зі сторін бажає платити 50 бп понад ставки свопу, друга сторона повинна виплатити близько 50 бп над LIBOR, щоб компенсувати це.

## Типи
Будучи позабіржовим інструментом, угоди IRS можуть полягати на різних умовах для задоволення специфічних потреб сторін угоди.
Найбільш поширеними є угоди обміну:

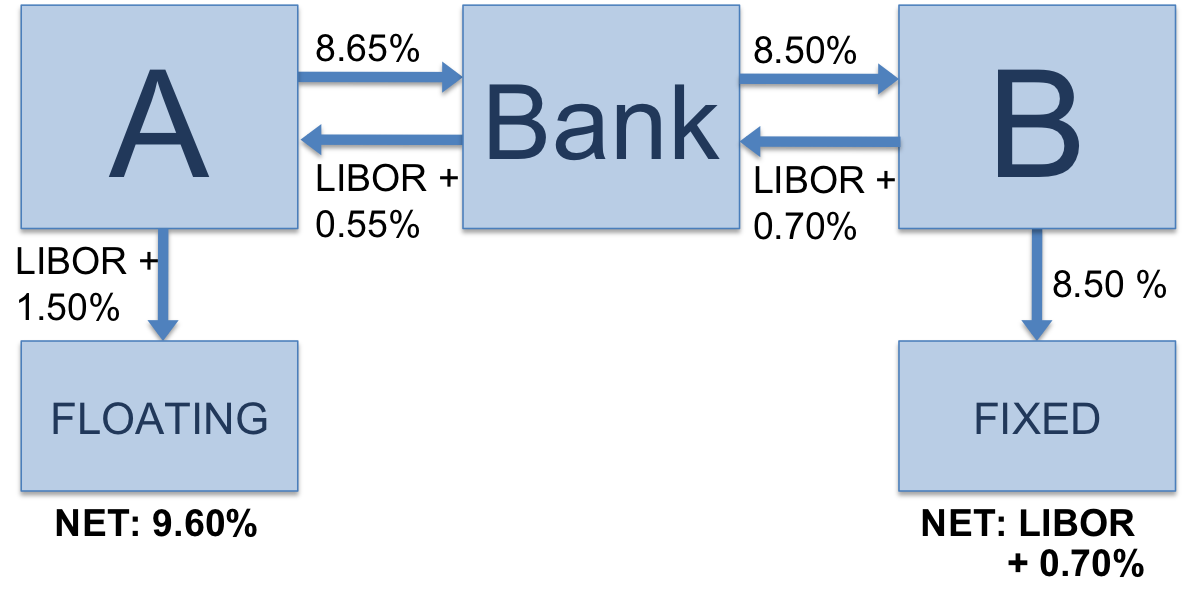
Зазвичай сторони не укладають угоди своп безпосередньо один з одним, а укладають окремі свопи, використовуючи посередника — банк, який як плату за послуги стягує спред по процентних платежах (у даному прикладі він дорівнює 0,30 %).

- фіксованої ставки на фіксовану — fixed-for-fixed (якщо дохід у валюті А, виплати у валюті В, обидва — фіксовані, то проводиться своп А — в - В, щоб і дохід і виплати здійснювалися в одній валюті В, і коливання А / В виключені)
- фіксованої ставки на плаваючу — fixed-for-floating
- плаваючої ставки на плаваючу — floating-for-floating

Сторони угоди можуть бути в одній валюті або в двох різних валютах. (Угоди fixed-for-fixed в одній валюті, як правило, неможливі, оскільки весь потік може бути передбачений з самого початку угоди і для сторін немає сенсу укладати контракт IRS, так як вони можуть відразу призвести взаєморозрахунок по відомим майбутнім процентних платежах).

### Fixed-For-Floating, одна валюта
сторона В
- платить (отримує) фіксовану ставку у валюті А і
- отримує (сплачує) плаваючу ставку у валюті А, індексовану по кривій X на умовну суму N на строк Т років.

(в реальності виробляється переклад від А до В (або навпаки — залежить від того, чий платіж більше) на величину сальдо (неттинга) — різниці «платежів»)
Наприклад, ви платите фіксовану ставку 5,32 % щомісяця в обмін на Libor USD 1M також щомісяця на умовну суму 1 млн дол. США протягом 3 років.
Сторона, яка платить фіксовану ставку в обмін на плаваючу має довгу IRS позицію. Процентні свопи, фактично, є простим обміном одного набору процентних платежів на інший.
Свопи Fixed-for-floating в одній валюті використовуються для обміну
- активів / пасивів з фіксованою ставкою на
- активи / пасиви з плаваючою ставкою і навпаки.

Наприклад, якщо компанія має
- кредит з фіксованою ставкою 5,3 % на 10 мільйонів USD із щомісячною виплатою відсотків і
- інвестицію в розмірі 10 мільйонів USD з прибутковістю 1М USD Libor + 25 бп з щомісячними фіксинг і виплатами вона може укласти контракт fixed-for-floating IRS

По ньому вона буде:
- платити плаваючу ставку USD 1M Libor + 25 бп
- отримувати фіксовану ставку 5,5 %,

зафіксувавши, тим самим, дохід в розмірі 20 бп.

### Fixed-For-Floating, 2 валюти
Сторона P
- платить (отримує) фіксовану ставку у валюті А і
- отримує (сплачує) плаваючу ставку у валюті B, індексовану по кривій X на умовну суму N на строк Т років.

Наприклад, ви платите фіксовану ставку 5,32 % щокварталу на умовну суму 10 MM USD в обмін на TIBOR USD 3M також щоквартально на умовну суму 1.2 млрд єн протягом 3 років.
По безпоставочному свопу доларовий еквівалент процентних платежів по єні буде сплачено / отримано відповідно до курсу USD / JPY, чинним в дату фіксингу для дати валютування процентного платежу. Обміну сумами основного боргу не здійснюється. Платежі виникають тільки при:
- настання дати фіксингу і
- настання дати початку свопа (в разі, якщо дата початку свопа починається віддаленому майбутньому щодо дати укладення угоди).

Свопи Fixed-for-floating в 2 валютах використовуються для обміну
- активів / пасивів з фіксованою ставкою в одній валюті на
- активи / пасиви з плаваючою ставкою в іншій валюті і навпаки.

Наприклад, якщо компанія
1) має:
- кредит з фіксованою ставкою 5,3 % на 10 мільйонів USD із щомісячною виплатою відсотків і

- інвестицію в розмірі 1.2 млрд. JPY з прибутковістю 1М JPY Libor + 50 бп з щомісячними фіксинг і виплатами і

2) хоче зафіксувати дохід в доларах США, очікуючи, що
- ставка JPY 1M Libor впаде або

- USDJPY виросте (вартість ієни впаде щодо долара)

вона може укласти контракт fixed-for-floating IRS в двох валютах, за яким вона буде:
1) платити плаваючу ставку JPY 1M Libor + 50 бп
2) отримувати фіксовану ставку USD 5,6 %,
зафіксувавши, тим самим, дохід в розмірі 30 бп по процентної ставки і валютної позиції.

### Floating-For-Floating, одна валюта
Сторона P
- платить (отримує) плаваючу ставку у валюті A, індексовану по кривій X
- отримує (сплачує) плаваючу ставку у валюті A, індексовану по кривій Y на умовну суму N на строк Т років.

Наприклад, ви платите плаваючу ставку JPY LIBOR 1M щомісяця в обмін на JPY TIBOR 1M також щомісяця на умовну суму 1 млрд єн протягом 3 років.
Floating-for-floating свопи використовують для хеджування або спекуляції проти розширення або звуження спреда між двома індексами.
Наприклад, якщо компанія
1) має
- кредит з плаваючою ставкою JPY LIBOR 1M і

- інвестицію з прибутковістю \ text {JPY TIBOR 1M + 30bps}

і зараз \ text {JPY 1M TIBOR = JPY 1M LIBOR + 10bps}, в справжні момент компанія має чистий дохід в розмірі 40 бп.
Якщо компанія
1) вважає, що J
- PY TIBOR 1M + 30bps знизиться щодо LIBOR або

- JPY LIBOR 1M виросте щодо TIBOR і

2) хоче виключити цей ризик
вона може укласти контракт floating-for-floating IRS в одній валюті, за яким вона буде, наприклад:
1) платити плаваючу ставку JPY TIBOR + 30 bps
2) отримувати плаваючу ставку JPY LIBOR + 35 bps,
зафіксувавши, тим самим, дохід в розмірі 35 бп по процентної ставки замість поточного спреда в 40 бп і ризику індексу. Природа різниці в 5 бп лежить у вартості свопу, яка складається з
1. ринкових очікувань зміни спреда між індексами і
2. bid / offer спреда, що є комісією своп дилера
Floating-for-floating свопи використовуються також і при використанні одного і того ж індексу, але
- з різними датами процентних платежів або
- з використанням різних конвенцій визначення бізнес днів.

Дані свопи практично не використовуються спекулянтами, але мають важливе значення для управління активами і пасивами. Прикладом може служити своп 3M LIBOR,
- сплачуваний prior non-business day convention, щокварталу за правилом JAJO (тобто, січень, квітень, липень, жовтень) 30-го числа, проти
- FMAN (тобто, лютий, травень, серпень, листопад) 28 modified following.

### Floating-For-Floating, 2 валюти
Сторона P
- платить (отримує) плаваючу ставку у валюті A, індексовану по кривій X
- отримує (сплачує) плаваючу ставку у валюті B, індексовану по кривій Y на умовну суму N за первісним FX курсу на строк Т років.

Наприклад, ви платите плаваючу ставку USD LIBOR 1M щоквартально на суму USD 10 млн в обмін на JPY TIBOR 3M також щомісяця на умовну суму 1.2 млрд єн (за первісним FX курсу USD / JPY 120) протягом 4 років.
Для розуміння даного типу свопа розглянемо американську компанію, що здійснює свої операції в Японії. Для фінансування свого розвитку в Японії компанії потрібно 10 млрд єн. Найпростішим рішенням для компанії буде випуск облігацій в Японії. Так як компанія може бути новачком на японському ринку і не мати необхідної репутації серед японських інвесторів випуск облігацій може бути дорогим варіантом. В добавок до всього сказаного компанія може не мати
- належної програми страхування облігаційних випусків в Японії та
- здійснювати розвинених казначейських функцій на території Японії

Для вирішення зазначених проблем компанія може випустити облігації на території США і конвертувати долари в ієни. Хоча дані дії вирішують перші проблеми вони створюють нові ризики для компанії:
- FX ризик. Якщо курс USDJPY виросте до дати погашення облігацій, то коли компанія конвертує ієни в долари для виплати боргу по облігаціях вона отримає менше доларів і, відповідно, понесе курсові збитки
- Процентний ризик по USD і JPY. Якщо ставки по іенам знизяться, то прибутковість по вкладеннях компанії в Японії може впасти — це і породжує процентний ризик.

Валютний ризик може бути виключений з допомогою хеджування з використанням форвард FX контрактів, але це породжує новий ризик — процентна ставка застосована для визначення форвард FX курсу фіксована, в той час як прибутковість інвестицій в Японії має плаваючу структуру.
Хоча існує ще кілька опцій для хеджування валютного та процентного ризиків, найпростішим і найбільш ефективним способом є укладання floating-for-floating свопа в двох валютах. В цьому випадку компанія отримує кошти шляхом випуску доларових облігацій і свопи їх в долари США.
В результаті вона
- отримує плаваючу ставку в USD, відповідну її витратам з обслуговування випущених їй облігацій і
- платить плаваючу ставку по JPY, відповідну її доходам по вкладеннях в ієнах.

### Fixed-For-Fixed, 2 валюти
Сторона Р
- платить (отримує) фіксовану ставку в валюті A,
- отримує (сплачує) фіксовану ставку в валюті B на строк Т років.

Наприклад, ви платите JPY 1,6 % на умовну суму 1.2 млрд ієн в обмін на USD 5,36 % на еквівалентну умовну суму 10 млн доларів за первісним FX курсу 120 USDJPY.

### Інші варіації
Можливі інші варіанти, хоча вони менш поширені. В основному вони призначені для досконалого хеджування облігації, забезпечуючи повну відповідність процентних платежів — по облігації і свопу. Дані варіанти можуть породжувати свопи, в яких основна сума виплачується одним або декількома платежами на відміну від звичайних свопів, в яких відбувається простий обмін процентними потоками — наприклад, для хеджування операцій coupon strip.

## Ціноутворення
Вартість фіксованої ноги визначається як поточна вартість фіксованих процентних платажей, відомих в момент укладання угоди або в будь-який момент її існування.
{\displaystyle PV_{\text{fixed}}=C\times \sum _{i=1}^{M}(P\times {\frac {t_{i}}{T_{i}}}\times df_{i})}
де
{\displaystyle C} — ставка свопа
{\displaystyle M} — кількість періодів фіксованих процентних платежів,
{\displaystyle P} — номінальна сума операції,
{\displaystyle t_{i}} — кількість днів у відсотковому періоді i,
{\displaystyle T_{i}} — фінансова база валюти відповідно до конвенції і
{\displaystyle df_{i}} — фактор дисконтування.
Вартість плаваючою ноги свопа також розраховується на підставі поточної вартості плаваючих процентних платежів, визначених у момент укладання угоди. Однак, на початку свопа відомі тільки величини майбутніх процентних платежів по фіксованій нозі, в той час як форвардні процентні ставки використовуються для зразкового розрахунку процентних ставок за плаваючою ногою.
Кожен плаваючий відсотковий платіж розраховується на підставі форвардних процентних ставок для відповідних дат платежів. Використання цих ставок дає серії процентних платежів. Кожен потік дисконтується з використанням zero-coupon ставки. Також використовуються дані кривої ставок, доступних на ринку. Zero-coupon ставки використовуються тому, що ці ставки описуються безвідсоткові облігації, які породжують тільки один грошовий потік — як і в нашому випадку розрахунку. Таким чином, процентний своп розглядається як серія бескупонних облігацій.
В результаті вартість плаваючою ноги свопа розраховується наступним чином:
{\displaystyle PV_{\text{float}}=\sum _{j=1}^{N}(P\times f_{j}\times {\frac {t_{j}}{T_{j}}}\times df_{j})}
де
{\displaystyle N} — кількість процентних плаваючих платежів,
{\displaystyle f_{j}} — форвардна процентна ставка,
{\displaystyle P} — номінальна сума операції,
{\displaystyle t_{j}} — кількість днів у відсотковому періоді j,
{\displaystyle T_{j}} — фінансова база валюти відповідно до конвенції і
{\displaystyle df_{j}} — фактор дисконтування. Фактор дисконтування завжди починається з 1.
Фактор розраховується наступним чином:
  {\displaystyle {df_{CurrentPeriod}}={\frac {df_{PreviousPeriod}}{1+ForwardRate_{PreviousPeriod}\times YearFraction}}.}
  Фіксована ставка, що котирується по угоді своп — ставка, яка дає поточну вартість фіксованих грошових потоків рівну поточної вартості плаваючих процентних потоків, розраховану за форвардними процентним ставкам, діючим на дату розрахунку:
{\displaystyle C={\frac {PV_{\text{float}}}{\sum _{i=1}^{M}(P\times {\frac {t_{i}}{T_{i}}}\times df_{i})}}}
В момент укладання угоди, жодна зі сторін договору не має переваг по вартості ніг свопа, тобто:
{\displaystyle PV_{\text{fixed}}=PV_{\text{float}}\,}
Таким чином, в момент укладення угоди не відбувається яких-небудь платежів між сторонами.
Протягом життя угоди таже техніка ціноутворення використовується для оцінки вартості свопу, але так як з плином часу форвардні ставки змінюються, поточна вартість (PV) плаваючою ноги свопа відрізнятиметься від незмінною фіксованою ноги.
Отже, своп стане зобов'язанням одного боку і вимогою іншого — залежно від напрямку зміни процентних ставок.

## Ризики
Позиція по процентному свопу містить процентні і кредитні ризики для сторін договору.
- Процентний ризик виникає з можливості зміни ринкових процентних ставок. В угоді fixed-for-floating сторона, яка сплачує плаваючу ставку виграє від падіння ринкових ставок. (Сторона, яка сплачує фіксовану ставку має процентних ризик, аналогічний процентному ризику довгої позиції облігації з фіксованим купоном)
- Кредитний ризик з'являється в момент, коли своп знаходиться в стані in-the-money. Якщо одна із Сторін угоди знаходиться in-the-money, вона несе ризик дефолту другої Сторони за угодою.